# Les Paparazzi
Cet article concerne une bande dessinée. Pour les autres significations, voir Paparazzi (homonymie).
Les Paparazzi est une série de bande dessinée humoristique. 

## Synopsis
Nico et Joy sont deux paparazzi qui œuvrent en duo pour remplir les pages du magazine Paris Flash sans vergogne pour la vie privée des stars. Paparazzi et célébrités rivalisent ainsi de stratagèmes de plus en plus farfelus pour contrecarrer les plans de l'autre camp. Certains gags sont d'ailleurs centrés sur les stratagèmes mis en place par les célébrités pour faire payer au patron de Paris Flash les articles qu'il a publiés sur eux.

## Albums
- Les Paparazzi, Dupuis :

1. Flash tous risques (1996)
2. Zoom interdit (1997)
3. Scoop béton (1997)
4. Temps de pause (1998)
5. Reporters de choc (1999)[1]
6. Massacre à la une (2000)
7. Mise au poing (2001)
8. Scoops en avalanche (2002)
9. Scoops à la lune (2003)
10. Monstre à la une (2004)